# 變身怪醫 (電視劇)
《变身怪医》（英語：Jekyll）是一部英国电视剧，由哈斯伍德电影公司和Stagescreen制作公司为英國廣播公司第一台制作。这个节目也从英國廣播公司美國台获得了资金。史蒂芬·莫法特写了全部的6集， Douglas Mackinnon和Matt Lipsey每人导演了3集。
创建者们说，这个节目是中篇小说《化身博士》的续集，而不是它的改编；羅伯特·路易斯·史蒂文森的这部小说在节目中是一个背景故事。詹姆斯·内斯比特主演Tom Jackman，怪医的现代后裔，他最近开始转变为 Mr. Hyde（也由Nesbitt扮演）的版本。Jackman由精神科医生Katherine Reimer（米歇尔·雷恩扮演）资助，Gina Bellman扮演Claire，Tom的妻子。
此剧在2006年下半年于南英格兰的多个地方拍摄。这个节目在2007年6-7月首次播出于英國廣播公司第一台，受到了总体积极的评价。